# Tobias B. Bacherle

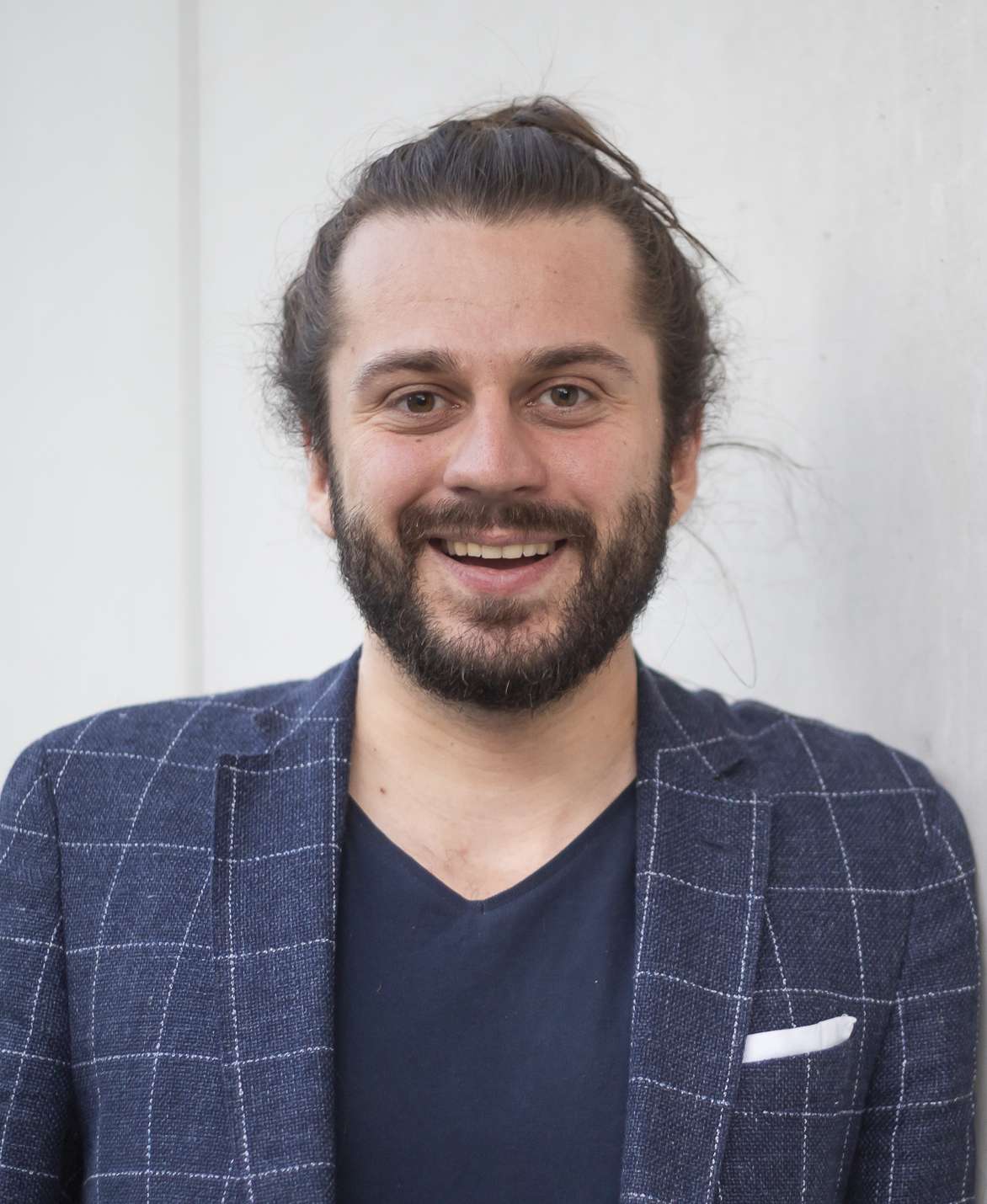
Tobias B. Bacherle, 2021

Tobias Björn Bacherle (* 18. Oktober 1994 in Herrenberg) ist ein deutscher Politiker (Bündnis 90/Die Grünen) und war von 2021 bis 2025 Mitglied des 20. Deutschen Bundestages.

## Leben und Ausbildung
Bacherle wuchs in Sindelfingen auf. Nach seinem Abitur am Gymnasium in den Pfarrwiesen im Jahr 2013 begann er an der Universität Tübingen ein Studium der Politikwissenschaft mit den Nebenfächern Islamwissenschaft, Sprachen, Geschichte und Kulturen des Nahen Osten sowie der Medienwissenschaft, das er als B.A. abschloss.
Bis zum Einzug in den Deutschen Bundestag arbeitete er für den Europaabgeordneten Michael Bloss als politischer Berater.
Bacherle ist Mitbegründer des dit ist schade e.V. zur Förderung lokaler Sub- und Popkultur in Sindelfingen, welcher unter anderem 10 Jahre lang das dit is schade! Festival veranstaltete.

## Politik
Tobias Bacherle wurde 2014 und 2019 in den Gemeinderat von Sindelfingen gewählt. Dort war er ab 2019 Vorsitzender seiner Fraktion.
Von 2014 bis 2015 war er Sprecher der Grünen Jugend im Kreis Böblingen und von 2016 bis 2019 Mitglied im Landesvorstand der Grünen Jugend Baden-Württemberg.
Bei den Bundestagswahlen 2017, 2021 und 2025 trat er als Direktkandidat im Wahlkreis Böblingen an, wo er jeweils Marc Biadacz unterlag. 2021 konnte er über Platz 13 der baden-württembergischen Landesliste in den Deutschen Bundestag einziehen. Bei der Bundestagswahl 2025 verlor er – nachdem er zuvor von seiner Partei auf Listenplatz 14 gewählt wurde – sein Mandat.

### Mitglied des Deutschen Bundestags
In der 20. Wahlperiode war Bacherle für seine Fraktion Mitglied im Auswärtigen Ausschuss und Ausschuss für Digitales, wo er auch Obmann für seine Fraktion war. Außerdem war er stellvertretendes Mitglied im Ausschuss für die Angelegenheiten der Europäischen Union, Mitglied der Parlamentarischen Versammlung der Union für den Mittelmeerraum und stellvertretender Vorsitzender der Parlamentarischen Freundschaftsgruppe für die Staaten des Maghreb. 2022 wurde er zudem Mitglied in der Parlamentarischen Versammlung der NATO.
Bacherle ist entschiedener Gegner der so genannten Chatkontrolle.
Im Frühjahr 2023 besuchte Bacherle als erster deutscher Parlamentarier seit circa 10 Jahren Libyen.

## Mitgliedschaften
Tobias Bacherle ist Mitglied der überparteilichen Europa-Union Deutschland, die sich für ein föderales Europa und den europäischen Einigungsprozess einsetzt. Er ist außerdem Gründungsmitglied und Schatzmeister des dit is schade e.V. und Mitglied des Kuratoriums von Experiment e.V.